# Chlorure de potassium (usage médical)
Le chlorure de potassium, également connu sous le nom de sel de potassium. 

## Usage médical
Est utilisé comme médicament pour traiter et prévenir  l'insuffisance de potassium dans le sang . Un faible taux de potassium dans le sang peut survenir en raison de vomissements, de diarrhée ou de certains médicaments. La version concentrée doit être diluée avant utilisation. Elle est administrée par injection lente dans une veine ou par voie orale.

## Effets secondaires
Les effets secondaires peuvent inclure des problèmes cardiaques s'ils sont administrés trop rapidement par injection dans une veine. Par voie orale, il peut entraîner des douleurs abdominales, un ulcère gastro-duodénal ou des saignements gastro-intestinaux . Une plus grande prudence est recommandée chez les personnes souffrant de problèmes rénaux . Tant qu'il n'y a pas d'élévation du taux de potassium dans le sang, l'utilisation pendant la grossesse ou l'allaitement est considérée comme sans danger pour le bébé. En général, le dosage de la formulation pour injection dans une veine ne doit pas être supérieur à 40 mmol/l (3 mg/litre).

## Histoire
Le chlorure de potassium a fait l'objet d'une utilisation commerciale à grande échelle en tant qu'engrais en 1861 et est utilisé médicalement depuis les années 1950,. Il figure sur la liste des médicaments essentiels de l'Organisation mondiale de la santé . Le chlorure de potassium est disponible en tant que médicament générique . Le prix de gros dans le monde en développement est d'environ 0,44 USD pour 10 ml de solution à 10 %. Au Royaume-Uni, 10 ml de solution à 15 % coûtent au NHS environ 0,48 livre. En 2017, c'était le 37e médicament le plus couramment prescrit aux États-Unis, avec plus de 19 millions d'ordonnances,.